# Mate (rastlina)
Mate (znanstveno ime Ilex paraguariensis) je rastlina iz družine bodikovk (Aquifoliaceae). Spada v rod Ilex, ki je edini še živeči rod iz te družine.  Raste v subtropskih predelih Južne Amerike - v Argentini, na jugu Čila, vzhodu Paragvaja, zahodu Urugvaja ter v južni Braziliji. Raste tudi na Bližnjem vzhodu, v Siriji. Rastlino je prvi znanstveno razvrstil v Paragvaju živeči švicarski botanik Moses Bertoni leta 1895.
Mate je vednozelen grm ali manjše drevo, ki zraste do 15 metrov visoko. Listi so dolgi 7 do 11 cm, široki pa 3 do 5,5 cm, imajo nazobčan rob. Cvetovi so majhni, belo-zelene barve, sestavljeni iz štirih venčnih listov. Plod je koščičast in rdeč, premera od 4 do 5 mm.

## Pripravki iz mateja
Infuz, tudi imenovan mate, pripravijo z namakanjem posušenih listov (in majhnih vejic) mateja v topli vodi (in ne v vreli vodi, kot je to značilno za črni čaj). Pitje mate infuza iz izvotlene buče (imenovane tudi mate ali guampa v španščini oziroma cabaça ali cuia v portugalščini), po navadi s kovinsko slamico (bombilla v španščini oziroma bomba ali canudo v portugalščini) je pogost družabni dogodek oz. običaj v Argentini, Urugvaju, Paragvaju, južnem Čilu, vzhodni Boliviji in južni Braziliji, ohranil pa se je tudi v Siriji, Libanonu in Jordaniji.
Okus kuhanega mateja je izrazito zeliščen in travnat, spominja na nekatere podvrste zelenega čaja.  Večinoma je obravnavan kot sprejemljiv in prijeten, vendar je lahko zelo grenak, če napitek pripravimo z vrelo vodo (zato ga pripravljajo s toplo in ne vrelo vodo). Za razliko od večine čajev, okus ne postane grenek in adstringenten, če se droga namaka daljši čas, liste pa se lahko uporabi tudi večkrat. Dostopne so tudi različne aromatizirane variante mateja.
V Braziliji obstaja pražena različica, imenovana chá mate, tj. mate čaj, dostopen pa je v filter vrečkah ali v razsutem stanju. Strežejo ga v specializiranih lokalih, navadno je sladkan, lahko je topel ali hladen, servirajo ga s sadnim sokom ali mlekom. Hladna, sladkana različica praženega mateja se prodaja kot negazirana pijača, dostopna v različnih sadnih okusih (lahko pa tudi brez okusa). Pražen mate je manj grenak in ima bolj aromatičen vonj. Ob stresanju postane kremast, saj nastane nekaj časa obstojna pena. Tej vrsti napitka pravijo mate batido. Priljubljen je v obalnih brazilskih mestih, medtem, ko ga na jugu Brazilije pripravljajo na tradicionalen način (iz buče).
V Argentini, Urugvaju in Paragvaju mate prodajajo v filter vrečkah, pije pa se ga na podoben način kot čaj. V španščini je tako pripravljen mate poznan kot mate cocido ali cocido (kuhan mate). V Argentini se kuhan mate pogosto pije pri zajtrku ali popoldanski malici, pogosto skupaj s slaščicami (facturas). Pripravi se ga lahko tudi s segrevanjem listov mateja v vodi in mešanjem ob ohlajanju.
V Paragvaju mate pijejo tudi kot hladni napitek, običajno ga pijejo na podeželju iz kravjega roga. Poznan je pod imenom tereré (iz jezika Guaraní), navadno pa je postrežen s hladno vodo (z ali brez ledu).  Vodi dodajo tudi zdravilne rastline, poznane kot "yuyos", ki jih zmešajo in zdrobijo v terilnici. Tereré se lahko pripravi tudi kot infuz mateja s sokom grenivke ali limone.

## Poimenovanje in izgovorjava
V kastiljski španščini se rastlina imenuje yerba mate, kar se izgovori kot ['jɛrβa 'mate]. Rioplatenški dialekt, ki ga govorijo v Urugvaju in Argentini, spremeni prvi glas besede yerba v alveolaren priporni soglasnik, kar spremeni izgovorjavo v ['ʃɛrβa]. Taka izgovorjava je značilna v regijah blizu Montevidea in Buenos Airesa. V bolj ruralnih predelih se yerba izgovarja kot ['ʒɛrβa] , v bližini Mendoze pa se izgovarja kot [dʒɛrβa] . Beseda hierba v španščini pomeni zel, yerba pa je le različno zapisana varianta te besede (tako črkovanje je pogosto v Argentini). Beseda mate izvira iz jezika Quechua in pomeni skodelica. Torej v dobesednem pomenu Yerba mate pomeni skodelično zelišče.
V brazilski portugalščini je ime rastline erva-mate, kar se izgovarja kot ['ɛrva 'mati], v nekaterih regijah pa tudi kot ['ɛrva 'mate]. Uporablja se za pripravo pijače chimarrão (vroča pijača) ali tereré (hladna pijača). Pripravljata se iz zelenih listov in sta zelo priljubljeni na jugu države. Čaj se pripravlja iz praženih listov. V jeziku Guaraní, tj. jeziku prvotnih prebivalcev Južne Amerike, ki so prvi gojili in uživali mate, je ime rastline ka'a, kar ima enak pomen kot yerba.
Drugi del imena se v angleščini, španščini in portugalščini pravilno črkuje mate, čeprav v angleščini srečamo tudi varianto maté.  Naglas na zadnji črki je bil vpeljan zato, da bi se beseda razlikovala od angleške besede mate, ki pomeni partner. Vendar multikulturno združenje Yerba Mate Association of the Americas navaja, da je naglaševanje drugega zloga v besedi mate neprimerno, saj v španščini beseda maté pomeni "ubil sem".

## Gojenje
Rastlino pridelujejo in obdelujejo predvsem v Južni Ameriki, bolj natančno na severu Argentine (provinci Corrientes in Misiones), v Paragvaju, Urugvaju in južni Braziliji (zvezne države Rio Grade do Sul, Santa Catarina, Paraná in Mato Grosso do Sul). Indijanci iz rodu Guaraní naj bi bili prvi, ki so gojili to rastlino. V Evropi so z gojenjem začeli jezuitski misijonarji, ki so običaj pitja mateja prenesli vse do Ekvadorja in južnega Čila.
Po žetvi je potrebno veje in liste posušiti, včasih nad ognjem, kar daje dimljen okus. Za tem liste (včasih pa tudi manjše vejice) zdrobijo.
Obstaja veliko zvrsti mateja, tako z ali brez manjših vejic, nekatere vsebujejo zelo malo prahov. Nekatere so bolj milega okusa (suvae, i.e. blag), druge pa imajo dodano aromo npr. mente, pomaranče, grenivke itd.
Rastline Ilex paraguariensis se lahko v odvisnosti od spola rastline razlikujejo v jakosti okusa, ki ga dajo, vsebnosti kofeina in drugih hranil. Ženske rastline dajo navadno milejši okus in manjšo vsebnost kofeina, so pa tudi relativno redke na področjih, kjer maté gojijo (kjer ne raste divje).

## Kemična sestava in lastnosti
Mate vsebuje ksantine, to so alkaloidi iz iste družine kot kofein, teofilin in teobromin, ki so širše poznani stimulansi, prisotni v kavi in čokoladi. Maté vsebuje tudi spojine kot so kalij, magnezij in mangan. Vsebnost kofeina je med 0,3 in 1,7% suhe teže (za primerjavo: v listih čaja je vsebnost 2,5 do 4,5%, v kavi pa 1,5%).
Izdelki iz mateja se včasih napačno reklamirajo kot brezkofeinske alternative kavi in čaju z manj neželjenimi učinki. Te navedbe slonijo na napačnem sklepu, da je primarni ksantin v matéju matein, ki je bil napačno okarakteriziran kot steroizomer kofeina. Vendar pa kofein v molekuli nima kiralnega centra, zato njegov stereoizomer ne obstaja. Matein je torej v kemijskih podaktovnih zbirkah uradni sinonim za kofein.
Iz osebnih izkušenj ljudi, ki so uživali mate, so zaključili, da so njegovi fiziološki učinki podobni (vendar vseeno različni) kot pri bolj razširjenih kofeinskih pijačah, torej čaju, kavi in napitkih z gvarano. Nekateri uporabniki poročajo o stanju mentalne budnosti, koncentracije ter pozornosti, tako kot je to značilno za ostale stimulanse. Vendar pa pogosto dodajajo še, da mate ne povzroča neželjenih učinkov, ki jih po navadi povezujemo s stimulansi,  na primer anksioznost, živčnost in palpitacij.
Študije rastline Ilex paraguariensis , čeprav malo številne, so preliminarno pokazale, da se kombinacija ksantinov v mateju od kombinacij v ostalih rastlinah, ki vsebujejo kofein, razlikuje predvsem po učinku na mišičje, medtem, ko so učinki na osrednji živčni sistem podobni. Trije ksantini, prisotni v mateju, naj bi relaksirali gladke mišične celice in pa stimulirali miokard.
Razširjeno je prepričanje, da naj bi mate imel manj neželjenih učinkov kot kava. Ta domneva ni bila znanstveno postavljena, prav tako pa zanjo ni nobene zadovoljive razlage. Nekateri uporabniki poročajo o tem, da pitje pripravkov iz mateja ne prepreči, da bi zaspali, kar se pogosto pojavlja pri nekaterih bolj razširjenih stimulativnih pijačah. Kljub temu pa naj bi jih maté naredil manj utrujene in jim dal zmožnost ostati budni dlje časa, če si tega želijo. Skupna vsebnost kofeina v enemu pripravku iz mateja je precej visoka, predvsem zato, ker stalno prelivanje z vročo vodo omogoči učinkovito ekstrakcijo ksantinov iz droge. Tudi zaradi tega lahko napitek, ki si ga deli več ljudi (npr iz buče), doseže želen stimulativni učinek na vse uživalce.
In vitro in in vivo poskusi kažejo, da mate izkazuje pomembne učinke proti raku. Raziskovalci univerze v Illinoisu (2005) so ugotovili, da mate vsebuje veliko fenolnih komponent in da preprečuje proliferacijo rakavih celic v ustih, medtem, ko so določene koncentracije proliferacijo teh celic spodbujale.
Vendar pa je študija, ki jo je izvedla Mednarodna agencija za raziskave raka - International Agency for Research on Cancer, pokazala omejeno korelacijo med ustnim rakom in pitjem vročih pripravkov iz mateja (za hladne pripravke ni bilo podatkov). Zaradi vpliva temperature vode pri pripravi napitka in zato, ker rezultati niso upoštevali starosti, uživanja alkohola in kajenja, je študija zaključila, da maté ne more biti razvrščen glede na svojo kancerogenost za človeka. Uživanje mateja pa je bilo povezno z višjo incidenco raka mehurja, požiralnika, ustnega raka, raka vratu in glave ter pljučnega raka.
Pirolizidinski alkaloidi, ki jih vsebuje mate čaj, dokazano povzročajo redko stanje jeter, i.e. venookluzivno bolezen, ki povzroči odpoved jeter zaradi progresivne zapore majhnih jeternih ven. Poročali so o enem smrtnem primeru, šlo je za mlado Britanko, ki je več let uživala velike količine mate čaja iz Paragvaja.
11.8. 2005 je bila v ZDA vložena patentna prijava (dokumenti #20050176777, #20030185908 in #20020054926), v katerem je navedeno, da je ekstrakt iz mateja inhibitor monoaminske oksidaze. Maksimalna in vitro opažena inhibicija je znašala 40-50%. Glede na to, da so MAO inhibitorji antidepresivi, naj bi inhibicija tega encima pripomogla k pomirjujočemu učinku mateja.
U.S. Army Center for Health Promotion and Preventive medicine je opozoril, da lahko hkratno uživanje matéja in drugih MAO inhibitorjev (kot npr. fenelzina ali tranilcipromina) povzroči povišan krvni tlak.
Nekatere raziskave kažejo tudi, da lahko pripravki iz matéja vplivajo na koncentracijo encimov iz družine ektonukleozid trifosfat difosfohidrolaz (E-NTPDaze), kar lahko vpliva na zunajcelično koncentracijo ATP, ADP in AMP. Ta učinek so opazili po daljšem uživanju (15 dni) vodnega ekstrakta matéja. To odkritje bi lahko vodilo k novim mehanizmom manipulacije vaskularnih regenerativnih faktorjev, torej k novim pristopom v zdravljenju srčnih bolezni.